# Santo Onofre (Caldas da Rainha)
Santo Onofre foi uma freguesia portuguesa do município das Caldas da Rainha, com 9,21 km² de área e 11 223 habitantes (2011). Densidade: 1 218,6 hab/km². Juntamente com a freguesia de Nossa Senhora do Pópulo, da qual foi desanexada em 1984, constituía o núcleo urbano da cidade das Caldas da Rainha.
Foi extinta em 2013, no âmbito de uma reforma administrativa nacional, tendo o seu território passado para a nova União das Freguesias de Caldas da Rainha - Santo Onofre e Serra do Bouro da qual é a sede.

## População
| População da freguesia de Caldas da Rainha (Santo Onofre) | População da freguesia de Caldas da Rainha (Santo Onofre) | População da freguesia de Caldas da Rainha (Santo Onofre) | População da freguesia de Caldas da Rainha (Santo Onofre) | População da freguesia de Caldas da Rainha (Santo Onofre) | População da freguesia de Caldas da Rainha (Santo Onofre) | População da freguesia de Caldas da Rainha (Santo Onofre) | População da freguesia de Caldas da Rainha (Santo Onofre) | População da freguesia de Caldas da Rainha (Santo Onofre) | População da freguesia de Caldas da Rainha (Santo Onofre) | População da freguesia de Caldas da Rainha (Santo Onofre) | População da freguesia de Caldas da Rainha (Santo Onofre) | População da freguesia de Caldas da Rainha (Santo Onofre) | População da freguesia de Caldas da Rainha (Santo Onofre) | População da freguesia de Caldas da Rainha (Santo Onofre) |
| --------------------------------------------------------- | --------------------------------------------------------- | --------------------------------------------------------- | --------------------------------------------------------- | --------------------------------------------------------- | --------------------------------------------------------- | --------------------------------------------------------- | --------------------------------------------------------- | --------------------------------------------------------- | --------------------------------------------------------- | --------------------------------------------------------- | --------------------------------------------------------- | --------------------------------------------------------- | --------------------------------------------------------- | --------------------------------------------------------- |
| 1864                                                      | 1878                                                      | 1890                                                      | 1900                                                      | 1911                                                      | 1920                                                      | 1930                                                      | 1940                                                      | 1950                                                      | 1960                                                      | 1970                                                      | 1981                                                      | 1991                                                      | 2001                                                      | 2011                                                      |
|                                                           |                                                           |                                                           |                                                           |                                                           |                                                           |                                                           |                                                           |                                                           |                                                           |                                                           |                                                           | 7 673                                                     | 10 775                                                    | 11 223                                                    |

Criada pela Lei nº 41/84  ,  de 31 de Dezembro, com lugares desanexados da freguesia das Caldas da Rainha (Nª. Sra. do Pópulo)